# 은마아파트
은마아파트 또는 한보은마아파트는 대한민국 서울특별시 강남구 대치동에 위치한 아파트 단지이다. 1978년 5월 사업승인을 취득해 1979년 9월에 준공하였고 입주하였다. 2011년부터 재건축의 계획이 진행되고 있다. 2017년에 35층으로 다시 짓는다고 새로운 계획이 나와 49층 초고층 재건축은 보류된 상태이지만, 단일 단지 규모로는 현대아파트와 함께 강남권 최대급 재건축 단지이기도 하다. 가구수만 하여도 총합 28개동 4,424세대에 이르며, 대한민국 아파트의 중심축이자 부의 아이콘으로 자리매김되어 있지만, 현재는 재건축이 보류된 상태이다.
대통령 선거,국회의원 선거,지방 선거로 이루어진 3대 선거에서 민주자유당-신한국당-한나라당-새누리당-자유한국당-미래통합당-국민의힘으로 내려오는 보수정당을 압도적으로 지지한다.

## 같이 보기
- 잠실주공아파트